# Чемпіонат Європи з боксу 2017
Чемпіонат Європи з боксу 2017 року серед чоловіків відбувся у Палаці спорту «Локомотив» у Харкові (Україна) з 16 по 24 червня. Це 42-й чемпіонат, організований Європейським керівним органом аматорського боксу, EUBC.

## Розклад
| Дата              | Змагання           |
| ----------------- | ------------------ |
| 16-20 червня 2017 | Попередні змагання |
| 21 червня 2017    | Чвертьфінал        |
| 23 червня 2017    | Півфінал           |
| 24 червня 2017    | Фінал              |

## Українські медалісти
У півфінал чемпіонату вийшли шестеро українців з десяти, що брали участь в чемпіонаті. В чвертьфіналі вони перемогли:
- Дмитро Замотаєв (вагова категорія до 52 кг) — ізраїльтянина Давида Алавердяна;
- Микола Буценко (вагова категорія до 56 кг) — шотландця Лі Макгрегора;
- Юрій Шестак (вагова категорія до 60 кг) — француза Соф'яна Уміа;
- Євген Барабанов (категорія до 69 кг) — азербайджанця Парвіза Багірова;
- Олександр Хижняк (вагова категорія до 75 кг) — росіянина Петра Хамукова;
- Віктор Вихрист (суперважка вага, понад 91 кг) — румуна Міхая Ністора.

## Призери чемпіонату
Переможцями та призерами стали:
| Змагання                    | Золото                   | Срібло                        | Бронза                             |
| --------------------------- | ------------------------ | ----------------------------- | ---------------------------------- |
| Перша найлегша (–49 кг)     | Василь Єгоров Росія      | Галал Яфай Англія             | Євгеній Кармільчик Білорусь        |
| Перша найлегша (–49 кг)     | Василь Єгоров Росія      | Галал Яфай Англія             | Самуель Кармона Іспанія            |
| Найлегша (–52 кг)           | Даніель Асенов Болгарія  | Найл Фаррелл Англія           | Брендан Ірвін Ірландія             |
| Найлегша (–52 кг)           | Даніель Асенов Болгарія  | Найл Фаррелл Англія           | Дмитро Замотаєв Україна            |
| Легша (–56 кг)              | Пітер Макгрейл Англія    | Микола Буценко Україна        | Хосе Кілес Іспанія                 |
| Легша (–56 кг)              | Пітер Макгрейл Англія    | Микола Буценко Україна        | Курт Волкер Ірландія               |
| Легка (–60 кг)              | Юрій Шестак Україна      | Габіль Мамедов Росія          | Калум Френч Англія                 |
| Легка (–60 кг)              | Юрій Шестак Україна      | Габіль Мамедов Росія          | Павло Іщенко Ізраїль               |
| Перша напівсередня (–64 кг) | Оганес Бачков Вірменія   | Люк Маккормак Англія          | Евальдас Петраускас Литва          |
| Перша напівсередня (–64 кг) | Оганес Бачков Вірменія   | Люк Маккормак Англія          | Матеуш Польський Польща            |
| Напівсередня (–69 кг)       | Абас Барау Німеччина     | Пет Маккормак Англія          | Євген Барабанов Україна            |
| Напівсередня (–69 кг)       | Абас Барау Німеччина     | Пет Маккормак Англія          | Василь Білоус Молдова              |
| Середня (–75 кг)            | Олександр Хижняк Україна | Камран Шахсуварлі Азербайджан | Сальваторе Кавальяро Італія        |
| Середня (–75 кг)            | Олександр Хижняк Україна | Камран Шахсуварлі Азербайджан | Золтан Харча Угорщина              |
| Напівважка (–81 кг)         | Джо Ворд Ірландія        | Муслім Гаджімагомедов Росія   | Валентіно Манфредонія Італія       |
| Напівважка (–81 кг)         | Джо Ворд Ірландія        | Муслім Гаджімагомедов Росія   | Дамір Плантич Хорватія             |
| Важка (–91 кг)              | Євген Тищенко Росія      | Чивон Кларк Англія            | Поль Омба-Біонґоло Франція         |
| Важка (–91 кг)              | Євген Тищенко Росія      | Чивон Кларк Англія            | Рой Корвінґ Нідерланди             |
| Надважка (+91 кг)           | Віктор Вихрист Україна   | Фрейзер Кларк Англія          | Джамілі-Діні Абуду Мойндзе Франція |
| Надважка (+91 кг)           | Віктор Вихрист Україна   | Фрейзер Кларк Англія          | Максим Бабанін Росія               |

### Медальний залік
Нижче наведено остаточний медальний залік чемпіонату.
| Місце  | Країна      | Золото | Срібло | Бронза | Загалом |
| ------ | ----------- | ------ | ------ | ------ | ------- |
| 1      | Україна     | 3      | 1      | 2      | 6       |
| 2      | Росія       | 2      | 2      | 1      | 5       |
| 3      | Англія      | 1      | 6      | 1      | 8       |
| 4      | Ірландія    | 1      | 0      | 2      | 3       |
| 5      | Вірменія    | 1      | 0      | 0      | 1       |
| 5      | Болгарія    | 1      | 0      | 0      | 1       |
| 5      | Німеччина   | 1      | 0      | 0      | 1       |
| 8      | Азербайджан | 0      | 1      | 0      | 1       |
| 9      | Франція     | 0      | 0      | 2      | 2       |
| 9      | Італія      | 0      | 0      | 2      | 2       |
| 9      | Іспанія     | 0      | 0      | 2      | 2       |
| 12     | Білорусь    | 0      | 0      | 1      | 1       |
| 12     | Хорватія    | 0      | 0      | 1      | 1       |
| 12     | Угорщина    | 0      | 0      | 1      | 1       |
| 12     | Ізраїль     | 0      | 0      | 1      | 1       |
| 12     | Литва       | 0      | 0      | 1      | 1       |
| 12     | Молдова     | 0      | 0      | 1      | 1       |
| 12     | Нідерланди  | 0      | 0      | 1      | 1       |
| 12     | Польща      | 0      | 0      | 1      | 1       |
| Всього | Всього      | 10     | 10     | 20     | 40      |